# Куликівка (Прилуцький район)
Куликівка — селище в Україні, у Ічнянській міській громаді Прилуцького району Чернігівської області. Населення становить 1 особа. До 2017 року орган місцевого самоврядування — Припутнівська сільська рада.

## Географія
Селище Куликівка знаходиться на березі великого іригаційного каналу, на відстані 3 км від села Томашівка. До селища примикає лісовий масив.